# Wallace Hartley

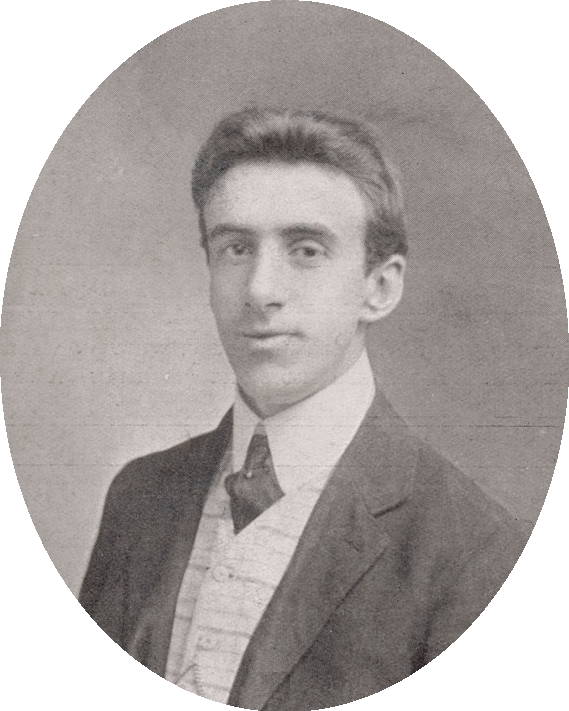
Wallace Hartley

Wallace Henry Hartley (* 2. Juni 1878 in Colne; † 15. April 1912 im Nordatlantik) war ein englischer Violinist und Leiter der achtköpfigen Musikkapelle an Bord der Titanic, die am 15. April 1912 nach der Kollision mit einem Eisberg im Nordatlantik unterging.

## Leben
Wallace Hartley stammt aus Colne in der Grafschaft Lancashire und lebte später in Dewsbury in der Grafschaft West Yorkshire. In der Schule erlernte er das Violinenspiel. Ab 1909 heuerte er als Musiker auf den Passagierschiffen der Cunard Line, vor allem auf der Mauretania an. 1912 war Hartley bei der Musikagentur C.W. & F.N. Black angestellt, die Musiker für die Cunard Line und die White Star Line vermittelte. Im selben Jahr wurde er als Leiter der Musikkapelle der Titanic verpflichtet.

## Untergang derTitanic

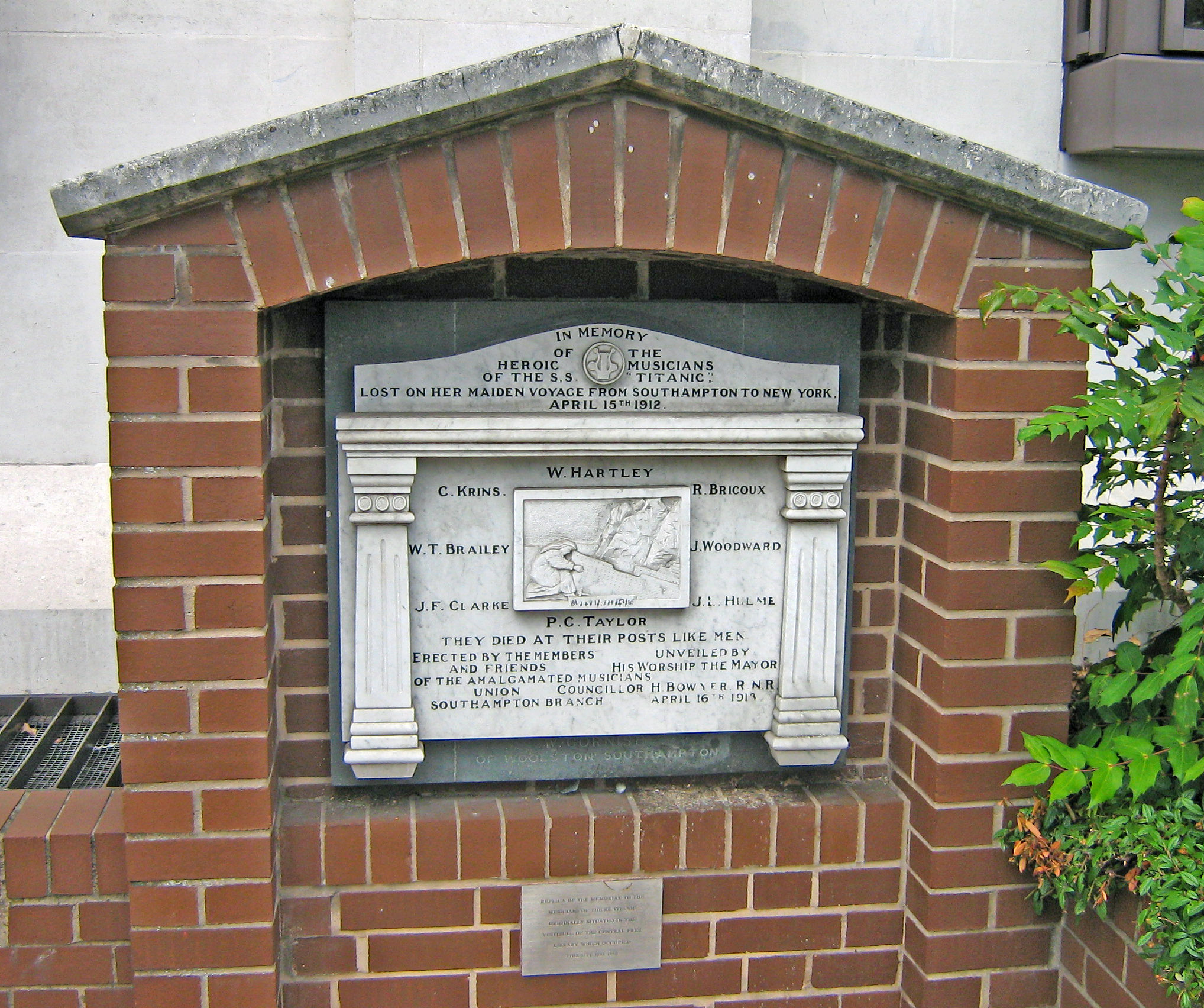
Denkmal zu Ehren der Musiker der Titanic in Southampton

Nachdem die Titanic am 14. April 1912 um 23.40 Uhr mit dem Eisberg kollidiert war und zu sinken begann, spielten Hartley und seine Musikkapelle, um die Passagiere bei der Beladung der Rettungsboote zu beruhigen. Viele Überlebende berichteten später, dass die Musiker bis kurz vor dem Untergang ausharrten. Keiner von ihnen überlebte.
Um das zuletzt gespielte Stück der Kapelle ranken sich Spekulationen. Während sich einige Überlebende an den Choral Näher, mein Gott, zu dir zu erinnern meinten, erwähnten andere die Hymne Autumn, ein damals populäres Lied.
Wallace Hartleys Leiche (Nummer 224) wurde von der Mackay-Bennett ungefähr zwei Wochen nach dem Untergang der Titanic geborgen. An Bord der Arabic wurde der Leichnam nach England überführt. Eintausend Menschen nahmen an Hartleys Begräbnis teil, während 40.000 den Weg der Begräbnisprozession säumten. Wallace Hartley ist in seiner Geburtsstadt Colne begraben. Dort wurde ihm zu Ehren ein circa drei Meter hohes Denkmal errichtet, in dessen Sockel eine Violine eingehauen ist. An seinem Haus in Dewsbury wurde zur Erinnerung eine Blue Plaque angebracht.
Im Jahr 2012 wurde eine seewassergeschädigte Violine aufgefunden, die nach siebenmonatiger Untersuchung als die Hartleys, welche er in der Nacht des Unterganges spielte, bezeichnet wurde. Angeblich hatte sich Hartley das Instrument in einem Koffer vor den Bauch gebunden und es konnte so mit seiner Leiche aus dem Atlantik geborgen werden. In der Identifikationskarte, die nach der Bergung der Leiche angelegt wurde, sind Kleidung und Gegenstände verzeichnet, die der Tote an sich trug, eine Violine und ein Koffer waren allerdings nicht darunter. Am 18. Oktober 2013 versteigerte das Auktionshaus Henry Aldridge & Son für 1.050.030 britische Pfund die Geige, welche Wallace angeblich beim Untergang auf der Titanic spielte.
In der Titanic-Verfilmung von 1997 wurde Hartley von Jonathan Evans-Jones verkörpert.